# 塚原村
塚原村（つかはらむら）は、かつて富山県射水郡にあった村。旧・新湊市の南西部で、現在は射水市の西端に位置する塚原地区である。

## 歴史

### 由来
1456年の記録に「越中国塚原保」が確認できる。
塚原の地名の由来は定かではない。もともとこの地域は三歩市村（さんぶいちむら）と呼ばれており、少なくとも1596年より前に寺塚原村と沖塚原村に分離したとされている。
朴木の起源は、800年以上前に形成された部落に遡る。
松木の起源は、かつて字古屋敷と称したが、人家の増加に伴い漸次現在の位置へ東遷した。
川口は、元は川口郷の中心地であり、遠く和同六年からその名が見られ、庄川と密接な関係を有した土地である。源平時代には放牧を業としており、現在も馬市と称する地名が存在する。慶長年間の頃、前田利長の高岡城築造に際し、信濃国高井郡より高井源四郎なる者が来住し、同部落を開拓したという。明治35年、庄川の河身改修により草高800石を失い、他府県へ転住する者多数に及んだ。
宮袋の起源は、後醍醐天皇の時代、宗良親王が北陸に遁れ、この地に滞留した際、四郎八という者が大袋を背負い親王の糧食を求めたことから、この地を宮様の袋、すなわち宮袋と称するようになった。
坂東は、沖塚原の出村で、天正年間上杉謙信の能登七尾城攻撃の際、この地に宿営して守り本尊を授け、これが現在の神明社御神体であるとの伝承が残る。

### 沿革
- 1889年（明治22年）4月1日 - 町村制の施行により、射水郡寺塚原村、沖塚原村、松木村及び東朴木村の区域をもって、射水郡塚原村が発足する。村役場は大字寺塚原に置かれた[3]。
- 1922年（大正11年） - 村役場を松木に移転[3]。
- 1953年（昭和28年）10月5日 - 新湊市に編入する。

### 新湊市への編入までの経緯
塚原村は当初、1950年6月に村議会で高岡市への合併を決議していた。高岡市では、塚原村の議会が紛糾し多数決となっていたことから、編入の受け入れに難色を示していた。新湊市の旧作道村と接しているから新湊市へという意見と、高岡市の旧牧野村と接しているから高岡市という意見が交錯する中で、1953年9月、合併についての臨時村総会が開かれ、多数決で新湊市への合併を決議、富山県は10月3日を以て新湊市への編入を告示した。新湊市への編入に反対していた人たちは、塚原地区分離期成同盟を作り、連日新湊市役所や県庁へ分離の陳情を重ね、1954年5月に塚原地区の住民が新湊市役所で七日間も座り込みを行い、1957年には小学校児童の登校拒否の手段を実行し、市長に分離を迫った。この様な運動は、1959年に新湊市と分離期成同盟会との間に覚書が交わされるまで続いた。